# Hemigrammus skolioplatus
Hemigrammus skolioplatus é uma espécie de peixe da família dos caracídeos e da ordem dos caraciformes. Vivem em áreas de clima tropical, na América do Sul, mais especificamente, no rio Tapajós, no Brasil.